# Campeonato Mundial de Patinaje de Velocidad sobre Hielo en Distancia Individual de 2007
El X Campeonato Mundial de Patinaje de Velocidad sobre Hielo en Distancia Individual se celebró en Salt Lake City (Estados Unidos) entre el 8 y el 11 de marzo de 2007 bajo la organización de la Unión Internacional de Patinaje sobre Hielo (ISU) y la Federación Estadounidense de Patinaje sobre Hielo. 
Las competiciones se realizaron en el Óvalo Olímpico de Utah.

## Medallistas

### Masculino
| Evento                          | Oro                                                                        | Plata                                                                 | Bronce                                                            |
| ------------------------------- | -------------------------------------------------------------------------- | --------------------------------------------------------------------- | ----------------------------------------------------------------- |
| 500 m (09.03)                   | Lee Kang-Seok Corea del Sur 68,69 s                                        | Yuya Oikawa Japón 69,02 s                                             | Tucker Fredricks Estados Unidos 69,03 s                           |
| 1000 m (10.03)                  | Shani Davis Estados Unidos 1:07,28                                         | Denny Morrison · Canadá · 1:07,30                                     | Lee Kyuo-Hyuk Corea del Sur 1:07,51                               |
| 1500 m (11.03)                  | Shani Davis Estados Unidos 1:42,39                                         | Erben Wennemars · Países Bajos · 1:42,80                              | Denny Morrison · Canadá · 1:42,88                                 |
| 5000 m (08.03)                  | Sven Kramer · Países Bajos · 6:10,70                                       | Enrico Fabris · Italia · 6:12,53                                      | Carl Verheijen · Países Bajos · 6:15,21                           |
| 10 000 m (10.03)                | Sven Kramer · Países Bajos · 12:41,69 RM                                   | Carl Verheijen · Países Bajos · 13:00,43                              | Brigt Rykkje · Países Bajos · 13:06,03                            |
| Persecución por equipos (11.03) | Sven Kramer · Carl Verheijen · Erben Wennemars · Países Bajos · 3:37,80 RM | Arne Dankers · Denny Morrison · Justin Warsylewicz · Canadá · 3:38,31 | Yevgueni Lalenkov · Alexei Yunin · Ivan Skobrev · Rusia · 3:41,23 |

### Femenino
| Evento                          | Oro                                                                     | Plata                                                                          | Bronce                                                                          |
| ------------------------------- | ----------------------------------------------------------------------- | ------------------------------------------------------------------------------ | ------------------------------------------------------------------------------- |
| 500 m (10.03)                   | Jenny Wolf · Alemania · 74,42 s RM                                      | Wang Beixing China 74,53 s                                                     | Sayuri Osuga Japón 75,20 s                                                      |
| 1000 m (11.03)                  | Ireen Wüst · Países Bajos · 1:13,83                                     | Anni Friesinger · Alemania · 1:14,26                                           | Christine Nesbitt · Canadá · 1:14,44                                            |
| 1500 m (08.03)                  | Ireen Wüst · Países Bajos · 1:52,71                                     | Cindy Klassen · Canadá · 1:53,40                                               | Kristina Groves · Canadá · 1:54,39                                              |
| 3000 m (09.03)                  | Martina Sáblíková · República Checa · 3:58,09                           | Renate Groenewold · Países Bajos · 3:58,41                                     | Cindy Klassen · Canadá · 3:58,50                                                |
| 5000 m (11.03)                  | Martina Sáblíková · República Checa · 6:45,61 RM                        | Claudia Pechstein · Alemania · 6:50,79                                         | Kristina Groves · Canadá · 6:58,41                                              |
| Persecución por equipos (10.03) | Kristina Groves · Christine Nesbitt · Shannon Rempel · Canadá · 2:58,15 | Ireen Wüst · Renate Groenewold · Paulien van Deutekom · Países Bajos · 2:58,18 | Claudia Pechstein · Daniela Anschütz-Thoms · Lucille Opitz · Alemania · 2:59,38 |

## Medallero
| Núm. | País            | Oro | Plata | Bronce | Total |
| ---- | --------------- | --- | ----- | ------ | ----- |
| 1    | Países Bajos    | 5   | 4     | 2      | 11    |
| 2    | Estados Unidos  | 2   | 0     | 1      | 3     |
| 3    | República Checa | 2   | 0     | 0      | 2     |
| 4    | Canadá          | 1   | 3     | 5      | 9     |
| 5    | Alemania        | 1   | 2     | 1      | 4     |
| 6    | Corea del Sur   | 1   | 0     | 1      | 2     |
| 7    | Japón           | 0   | 1     | 1      | 2     |
| 8    | China           | 0   | 1     | 0      | 1     |
| 8    | Italia          | 0   | 1     | 0      | 1     |
| 10   | Rusia           | 0   | 0     | 1      | 1     |
|      | TOTAL           | 12  | 12    | 12     | 36    |